# Bruchophagus astragali
Bruchophagus astragali is een vliesvleugelig insect uit de familie Eurytomidae. De wetenschappelijke naam is voor het eerst geldig gepubliceerd in 1954 door Fedoseeva.

## Waardplanten
- Astragalus albicaulis
- Astragalus asper
- Astragalus cicer (Bergerwt)
- Astragalus glycyphyllos (Hokjespeul)
- Astragalus onobrychis
- Astragalus stevenianus
- Coronilla
- Glycyrrhiza glabra (Zoethout)
- Lotus (Rolklaver)
- Medicago (Rupsklaver)
- Halimodendron halodendron
- Onobrychis
- Oxytropis